# The Rajah
The Rajah é um filme mudo em curta-metragem norte-americano de 1919, do gênero comédia, dirigido por Hal Roach e estrelado por Harold Lloyd. Considera-se um filme perdido.

## Elenco
- Harold Lloyd
- Snub Pollard
- Bebe Daniels
- Sammy Brooks
- Lige Conley
- Dee Lampton
- Marie Mosquini
- Fred C. Newmeyer
- Catherine Proudfit
- E.J. Ritter

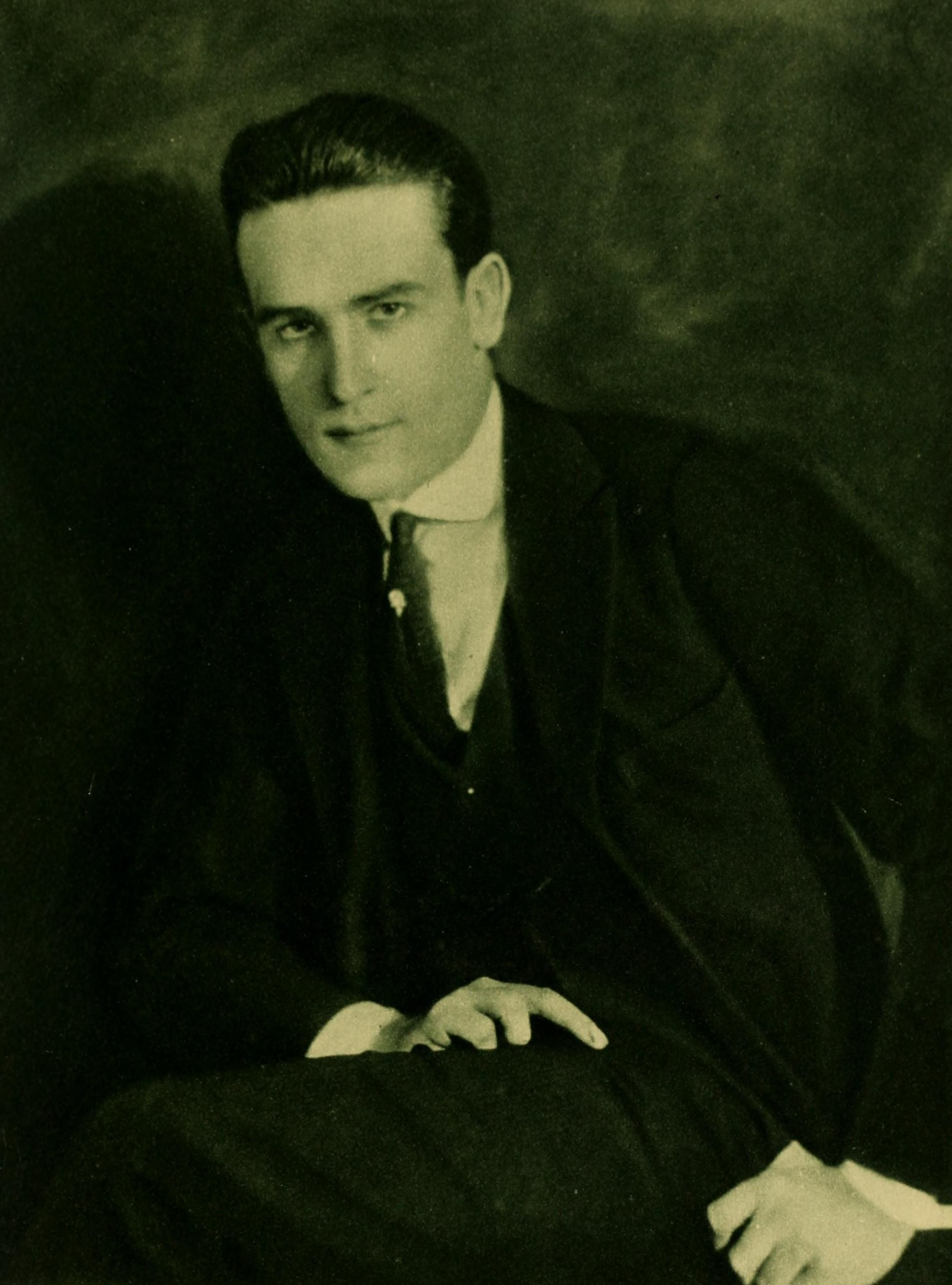
Harold Lloyd

- Charles Stevenson (como Charles E. Stevenson)
- Chase Thorne
- Noah Young